# Jan Modzelewski
 (septembre 2018).
Si vous disposez d'ouvrages ou d'articles de référence ou si vous connaissez des sites web de qualité traitant du thème abordé ici, merci de compléter l'article en donnant les références utiles à sa vérifiabilité et en les liant à la section « Notes et références ».
Pour les articles homonymes, voir Modzelewski.
Jean de Modzelewski (en polonais Jan Modzelewski), né le 7 avril 1873 à Chmielowice, en Empire russe, et mort le 14 mars 1947 à Fribourg, en Suisse, est un physicien, entrepreneur et diplomate polonais.

## Biographie
Diplômé du Lycée d'Odessa, il a ensuite étudié à l'Université de Liège et à l'Université de Fribourg, où il a obtenu son doctorat en physique. En 1901, il fonde une usine de condensateurs à Fribourg, transformée après deux années en une société par actions, la Société Générale des Condensateurs Électriques. Jusqu'en 1919, il en est le principal propriétaire et administrateur. Dans les années 1910-1914, il travailla à l'Université de Genève.
Il a été associé au parti Démocratie Nationale : pendant la première guerre mondiale, il a activement participé à la création du comité national polonais à Paris. Pendant plusieurs années, il a dirigé l'Agence centrale de presse à Lausanne. Il quitte cette fonction le 15 février 1919 et devient conseiller juridique de la mission polonaise à Berne, mission qui sera transformée en délégation polonaise le 28 avril 1919, et pour laquelle il est chargé d'affaires.
Le 14 août 1919, il fut nommé député extraordinaire et plénipotentiaire de la République de Pologne en Suisse. Il gère cette délégation jusqu’au 31 octobre 1938. Il fait l’acquisition pour 320 mille dollars d’une propriété à Berne sise au numéro 20 de l’Elfenstrasse, dans laquelle se trouve aujourd’hui l'ambassade de Pologne. Pendant son service, il a travaillé en étroite collaboration avec la délégation polonaise auprès de la Société des Nations et a fait partie des délégations polonaises de certaines sessions de l’Assemblée de la Société des Nations. En 1932, il était délégué polonais à une conférence sur le désarmement. Après avoir quitté le service diplomatique, il est resté en Suisse, où il est mort.

## Distinctions
- 1938 : Grand-Croix de l'Ordre Polonia Restituta.
- Croix de Commandeur avec étoile de l'Ordre Polonia Restituta.
- Croix d'or du mérite.
- 1932 : Croix du commandant de l'Ordre national de la Légion d'honneur (France).
- 1932 : Grand ruban de l'Ordre royal de Saint-Sava (Yougoslavie).
- 1932 : Grand ruban de l'Ordre de la Couronne (Roumanie) (Roumanie).
- 1923 : Croix de commandeur de l'ordre de la renaissance de Pologne [2].